# Kaštel ve Zlatých Moravcích
Kaštel Migazzigů je jednopatrová barokně-klasicistní budova v Zlatých Moravcích. Má dvě křídla orientované do parku - dnes je z něj zachována jen menší část. V roce 1789 Kaštel přestavěl vídeňský kardinál Kryštof Bartoloměj Anton Migazzi. Jeho erb je na předním tympanonu zámečku. Západní křídlo se zazděnými arkádami pochází pravděpodobně z období druhé poloviny 17. století. Na nádvoří zámečku je pomník Janka Krále z bílého bulharského mramoru od akad. sochaře Jana Kulich. V budově kaštela sídlí v současnosti Městské kulturní středisko, jehož součástí je i městská knihovna (momentálně přestěhována do Základní školy Dělnická kvůli problematické statice budovy).